# 69
Il 69 (LXIX in numeri romani) è un anno  del I secolo.

## Eventi

### Impero romano
- La storiografia romana definisce questo come "anno dei quattro imperatori" (Galba, Otone, Vitellio e Vespasiano). È un periodo di fortissime turbolenze politiche e militari, il primo di questo genere che colpisce l'impero romano.
- 1º gennaio - Le legioni romane in Germania superior rifiutano di giurare fedeltà nei confronti dell'imperatore Galba, decidendo di prestarla a Vitellio (comandante delle truppe romane in Germania inferior e nominato alla fine del 68 dallo stesso Galba nello stupore generale).
- 10 gennaio - Galba adotta Lucio Calpurnio Pisone Liciniano, nominandolo suo erede e affibbiandogli il titolo di Caesar, cioè di vice-imperatore. A venire escluso dalla successione è Otone, che aveva appoggiato la rivolta contro Nerone e la salita al trono di Galba.
- 15 gennaio - Galba e Pisone vengono uccisi dalla Guardia pretoriana nel Foro romano. La congiura contro Galba è stata organizzata da Otone, che si autoproclama imperatore. Il senato romano acconsente con riluttanza al passaggio di mano del potere.
- Il governatore della Britannia Marco Trebellio Massimo è costretto a fuggire in Gallia dopo l'ammutinamento della Legio XX Valeria Victrix nella fortezza di Deva (Chester).
- 14 aprile - Nella prima battaglia di Bedriaco le legioni dell'imperatore Otone vengono sconfitte dalle truppe fedeli a Vitellio. Otone si suicida.
- 17 aprile - Dopo la vittoria su Otone e la morte di quest'ultimo, Vitellio diventa il nuovo imperatore. Ma subito dopo si forma un nuovo fronte politico-militare contro il nuovo imperatore che sostiene invece Vespasiano, comandante delle truppe romane impegnate nella repressione della rivolta degli Ebrei in Giudea.
- Marco Vettio Bolano viene nominato nuovo governatore della Britannia. Bolano deve subito affrontare l'insurrezione dei Briganti, capeggiati dal loro nuovo re Venuzio.
- 1º luglio - Tiberio Giulio Alessandro, prefetto d'Egitto e quindi responsabile del "granaio di Roma" egiziano, ordina alle truppe a lui sottoposte di giurare fedeltà a Vespasiano.
- Gaio Giulio Civile, re dei Batavi, organizza e guida la rivolta dei Batavi in Germania inferior (Paesi Bassi). Diverse tribù germaniche si uniscono alla rivolta e attaccano la fortezza di Mogontianum (Magonza). Intanto i Batavi assaltano e distruggono diverse roccaforti militari lungo tutta la frontiera del Reno, fra cui quelle di Fectio e Traiectum (Utrecht).
- Nella Gallia Belgica scoppia l'ennesima rivolta contro Roma: a sollevarsi è la cohors II Tungrorum, cioè la fanteria ausiliaria di etnia tungria stanziata ad Atuatuca Tungrorum (Tongeren).
- Le legioni stanziate nelle regioni danubiane della Rezia e della Mesia giurano fedeltà a Vespasiano.
- 24 ottobre - Nella seconda battaglia di Bedriaco le truppe fedeli a Vespasiano (guidate sul campo dal generale Marco Antonio Primo) sconfiggono le legioni lealiste di Vitellio.
- 22 dicembre - Vitellio viene catturato e ucciso sulla scalinata che porta in cima al Campidoglio (scalae Gemoniae). Vespasiano diventa imperatore e finisce la guerra civile. Inizia la dinastia flavia.

## Morti
- 9 gennaio - Lucusta, serial killer romana
- 15 gennaio - Galba, imperatore romano (n. 3 a.C.)
- 15 gennaio - Lucio Calpurnio Pisone Liciniano, nobile romano (n. 38)
- 15 gennaio - Tito Vinio, politico e militare romano (n. 12)
- 16 aprile - Otone, imperatore romano (n. 32)
- 27 aprile - Sant'Evellio, romano
- 20 dicembre - Vitellio, imperatore romano (n. 15)
- 22 dicembre - Vitellio Germanico, politico romano (n. 63)
- 22 dicembre - Lucio Vitellio il Giovane, politico romano (n. 16)
- Tiberio Giulio Alessandro Maggiore, nobile ebreo antico
- Giulio Brigantico, militare britanno
- Icelo Marciano, politico romano
- Cornelio Lacone, prefetto romano
- Marzio Macro, militare romano
- Publio Cornelio Dolabella, magistrato e senatore romano
- Tito Flavio Sabino, politico romano
- Sextilia, imperatrice romana
- Tiberio Giulio Mitridate, sovrano
- Gaio Ofonio Tigellino, prefetto e militare romano
- Fabio Valente, generale romano (n. 35)

## Calendario
| Calendario 69 | Calendario 69 | Calendario 69 | Calendario 69 | Calendario 69 | Calendario 69 | Calendario 69 | Calendario 69 | Calendario 69 | Calendario 69 | Calendario 69 | Calendario 69 | Calendario 69 | Calendario 69 | Calendario 69 | Calendario 69 | Calendario 69 | Calendario 69 | Calendario 69 | Calendario 69 | Calendario 69 | Calendario 69 | Calendario 69 | Calendario 69 | Calendario 69 | Calendario 69 | Calendario 69 | Calendario 69 | Calendario 69 | Calendario 69 | Calendario 69 | Calendario 69 | Calendario 69 |
| ------------- | ------------- | ------------- | ------------- | ------------- | ------------- | ------------- | ------------- | ------------- | ------------- | ------------- | ------------- | ------------- | ------------- | ------------- | ------------- | ------------- | ------------- | ------------- | ------------- | ------------- | ------------- | ------------- | ------------- | ------------- | ------------- | ------------- | ------------- | ------------- | ------------- | ------------- | ------------- | ------------- |
|               | 1             | 2             | 3             | 4             | 5             | 6             | 7             | 8             | 9             | 10            | 11            | 12            | 13            | 14            | 15            | 16            | 17            | 18            | 19            | 20            | 21            | 22            | 23            | 24            | 25            | 26            | 27            | 28            | 29            | 30            | 31            |               |
| Gennaio       | Do            | Lu            | Ma            | Me            | Gi            | Ve            | Sa            | Do            | Lu            | Ma            | Me            | Gi            | Ve            | Sa            | Do            | Lu            | Ma            | Me            | Gi            | Ve            | Sa            | Do            | Lu            | Ma            | Me            | Gi            | Ve            | Sa            | Do            | Lu            | Ma            |               |
| Febbraio      | Me            | Gi            | Ve            | Sa            | Do            | Lu            | Ma            | Me            | Gi            | Ve            | Sa            | Do            | Lu            | Ma            | Me            | Gi            | Ve            | Sa            | Do            | Lu            | Ma            | Me            | Gi            | Ve            | Sa            | Do            | Lu            | Ma            |               |               |               |               |
| Marzo         | Me            | Gi            | Ve            | Sa            | Do            | Lu            | Ma            | Me            | Gi            | Ve            | Sa            | Do            | Lu            | Ma            | Me            | Gi            | Ve            | Sa            | Do            | Lu            | Ma            | Me            | Gi            | Ve            | Sa            | Do            | Lu            | Ma            | Me            | Gi            | Ve            |               |
| Aprile        | Sa            | Do            | Lu            | Ma            | Me            | Gi            | Ve            | Sa            | Do            | Lu            | Ma            | Me            | Gi            | Ve            | Sa            | Do            | Lu            | Ma            | Me            | Gi            | Ve            | Sa            | Do            | Lu            | Ma            | Me            | Gi            | Ve            | Sa            | Do            |               |               |
| Maggio        | Lu            | Ma            | Me            | Gi            | Ve            | Sa            | Do            | Lu            | Ma            | Me            | Gi            | Ve            | Sa            | Do            | Lu            | Ma            | Me            | Gi            | Ve            | Sa            | Do            | Lu            | Ma            | Me            | Gi            | Ve            | Sa            | Do            | Lu            | Ma            | Me            |               |
| Giugno        | Gi            | Ve            | Sa            | Do            | Lu            | Ma            | Me            | Gi            | Ve            | Sa            | Do            | Lu            | Ma            | Me            | Gi            | Ve            | Sa            | Do            | Lu            | Ma            | Me            | Gi            | Ve            | Sa            | Do            | Lu            | Ma            | Me            | Gi            | Ve            |               |               |
| Luglio        | Sa            | Do            | Lu            | Ma            | Me            | Gi            | Ve            | Sa            | Do            | Lu            | Ma            | Me            | Gi            | Ve            | Sa            | Do            | Lu            | Ma            | Me            | Gi            | Ve            | Sa            | Do            | Lu            | Ma            | Me            | Gi            | Ve            | Sa            | Do            | Lu            |               |
| Agosto        | Ma            | Me            | Gi            | Ve            | Sa            | Do            | Lu            | Ma            | Me            | Gi            | Ve            | Sa            | Do            | Lu            | Ma            | Me            | Gi            | Ve            | Sa            | Do            | Lu            | Ma            | Me            | Gi            | Ve            | Sa            | Do            | Lu            | Ma            | Me            | Gi            |               |
| Settembre     | Ve            | Sa            | Do            | Lu            | Ma            | Me            | Gi            | Ve            | Sa            | Do            | Lu            | Ma            | Me            | Gi            | Ve            | Sa            | Do            | Lu            | Ma            | Me            | Gi            | Ve            | Sa            | Do            | Lu            | Ma            | Me            | Gi            | Ve            | Sa            |               |               |
| Ottobre       | Do            | Lu            | Ma            | Me            | Gi            | Ve            | Sa            | Do            | Lu            | Ma            | Me            | Gi            | Ve            | Sa            | Do            | Lu            | Ma            | Me            | Gi            | Ve            | Sa            | Do            | Lu            | Ma            | Me            | Gi            | Ve            | Sa            | Do            | Lu            | Ma            |               |
| Novembre      | Me            | Gi            | Ve            | Sa            | Do            | Lu            | Ma            | Me            | Gi            | Ve            | Sa            | Do            | Lu            | Ma            | Me            | Gi            | Ve            | Sa            | Do            | Lu            | Ma            | Me            | Gi            | Ve            | Sa            | Do            | Lu            | Ma            | Me            | Gi            |               |               |
| Dicembre      | Ve            | Sa            | Do            | Lu            | Ma            | Me            | Gi            | Ve            | Sa            | Do            | Lu            | Ma            | Me            | Gi            | Ve            | Sa            | Do            | Lu            | Ma            | Me            | Gi            | Ve            | Sa            | Do            | Lu            | Ma            | Me            | Gi            | Ve            | Sa            | Do            |               |